# فالتر بادي
فيلهيلم هينريخ فالتر بادي (بالألمانية: Wilhelm Heinrich Walter Baade) ‏ (24 مارس 1893 – 25 يونيو 1960) عالم فلك ألماني عمل في الولايات المتحدة منذ عام 1931 إلى عام 1959.

## سيرته
استغل بادي الحرب العالمية الثانية، التي قللت من التلوث الضوئي في مرصد جبل ويلسون، لفصل النجوم في مركز مجرة المرأة المسلسلة، التي قادته لتوصيف «معدنية» محددة للنجوم.كما قادته نفس تلك الأرصاد إلى اكتشاف أنه هناك نوعان من نجوم متغيرة قيفاوية.قاده هذا الاكتشاف إلى إعادة حساب حجم الكون المعروف، مضاعفًا الحسابات السابقة التي قام بها إدوين هابل في عام 1929. وقد أعلن تلك النتائج في اجتماع الاتحاد الفلكي الدولي عام 1952 في روما.
وبالتعاون مع فريتز زفيكي، قاما بتوصيف المستعرات العظمى كأحد التصانيف الجديدة للأحداث الفلكية. كما افترضا وجود النجوم النيوترونية، وافترضا أن المستعر الأعظم قد يكوّن نجوم نيوترونية.
منذ بداية عام 1952، حدد هو ورودولف مينكوفسكي الانعكاسات البصرية للعديد من المصادر الراديوية، ومنها الدجاجة إيه. وقد اكتشف بادي 10 كويكبات، أشهرها 944 هيدالغو والمذنب من فئة أبوللو 1566 إيكاروس والمذنب الآموري 1036 غانيميد.
| الكويكبات المكتشفة: 10 | الكويكبات المكتشفة: 10 |
| ---------------------- | ---------------------- |
| 930 فستفاليا           | 10 مارس 1920           |
| 934 ثورنغيا            | 15أغسطس 1920           |
| 944 هيدالغو            | 31 أكتوبر 1920         |
| 966 موشي               | 9 نوفمبر 1921          |
| 967 هليونابي           | 9 نوفمبر 1921          |
| 1036 غانيميد           | 23 أكتوبر 1924         |
| 1103 سيكويا            | 9 نوفمبر 1928          |
| 1566 إيكاروس           | 27 يونيو 1949          |
| 5656 أولدفيلد          | 8 أكتوبر 1920          |
| 7448 بولاث             | 14 يناير 1948          |

## التكريمات
الجوائز
- الميدالية الذهبية للجمعية الفلكية الملكية (1954)
- ميدالية بروس (1955)
- محاضرة هنري نوريس راسل من الجمعية الفلكية الأمريكية (1958)

تسميات باسمه
- كويكب 1501 بادي
- فوهة بادي على القمر
- وادي بادي وهو وادي في القمر
- واحد من مقرابي ماجلان
- المذنب 966 موشي، تكريمًا لاسم شهرة زوجته

## وصلات خارجية
- فالتر بادي على موقع الموسوعة البريطانية (الإنجليزية)
- فالتر بادي على موقع مونزينجر (الألمانية)
- فالتر بادي على موقع إن إن دي بي (الإنجليزية)